# Cerrito (Entre Ríos)
Cerrito is een plaats in het Argentijnse bestuurlijke gebied Paraná in de provincie Entre Ríos. De plaats telt 4653 inwoners.

## Geboren
- Julián Azaad (1990), beachvolleyballer